# Comisión Internacional Contra la Impunidad en Guatemala
La Comisión Internacional contra la Impunidad en Guatemala (CICIG) fue una comisión creada el 12 de diciembre de 2006 y disuelta el 3 de septiembre de 2019. Fue creada por medio del acuerdo firmado entre las Naciones Unidas y el Gobierno de Guatemala, tras la opinión consultiva favorable de la Corte de Constitucionalidad en mayo de 2007. Fue aprobado posteriormente por el Congreso de la República de Guatemala el 1 de agosto de 2007.
La CICIG fue establecida como un órgano independiente de carácter internacional, cuya finalidad era apoyar al Ministerio Público, la Policía Nacional Civil y a otras instituciones del Estado, tanto en la investigación de los delitos cometidos por integrantes de los cuerpos ilegales de seguridad y aparatos clandestinos de seguridad, como en general en las acciones que tiendan al desmantelamiento de estos grupos, mediante el apoyo a la investigación y persecución penal de un número limitado de casos complejos, así como mediante otras acciones dentro de su mandato, destinadas a fortalecer a las instituciones del sector Justicia para que puedan continuar enfrentando a estos grupos ilegales en el futuro. El comisionado a cargo para el período 2014-2019 es el fiscal colombiano Iván Velásquez Gómez que para este trabajo es galardón del Premio Right Livelihood del año 2018. 
El 7 de enero de 2019, el acuerdo entre la ONU y Guatemala fue unilateralmente finalizado por el presidente Jimmy Morales, aludiendo a la participación de la CICIG en actos ilegales, abuso de poder y actos en contra de la constitución del país. La ONU rechazó y condenó este proceder, a la vez que la corte legal más alta del país se pronunciaba en contra de la decisión de Morales. Esta, apoyada por la élite empresarial del país, desencadenó una crisis institucional, debido al conflicto entre el gobierno y la Corte de Constitucionalidad. A Morales se le investiga debido a irregularidades en su campaña electoral.

## Objetivos
El mandato de la CICIG, según lo establecido en el Acuerdo, estaba compuesto por tres objetivos principales:
- Primero, la CICIG deberá investigar la existencia de cuerpos ilegales de seguridad y aparatos clandestinos de seguridad que cometen delitos que afectan a los derechos humanos fundamentales de los ciudadanos de Guatemala, e identificar las estructuras de estos grupos ilegales (incluyendo sus vínculos con funcionarios del Estado), actividades, modalidades de operación y fuentes de financiación.

- Segundo, la CICIG deberá colaborar con el Estado en la desarticulación de los aparatos clandestinos de seguridad y cuerpos ilegales de seguridad y promover la investigación, persecución penal y sanción de los delitos cometidos por sus integrantes;

- Tercero, la CICIG hará recomendaciones al Estado de Guatemala para la adopción de políticas públicas destinadas a erradicar los aparatos clandestinos y cuerpos ilegales de seguridad y prevenir su reaparición, incluyendo las reformas jurídicas e institucionales necesarias para este fin.

Para cumplir tales funciones, según lo previsto en el Acuerdo, la CICIG estaba facultada para asesorar técnicamente a los organismos estatales encargados de la investigación penal, particularmente al Ministerio Público. Asimismo, la CICIG está facultada para actuar como querellante adhesivo de conformidad con el Código Procesal Penal. La Comisión también está facultada para hacer las denuncias administrativas contra los funcionarios públicos, en particular respecto de los que han cometido actos con el propósito de obstaculizar el cumplimiento del mandato de la CICIG, y puede actuar como un tercero interesado en los procedimientos disciplinarios iniciados contra estos funcionarios. La CICIG está además facultada para garantizar confidencialidad a las personas que colaboren en las investigaciones que se desarrollen, ya sea en calidad de testigos, peritos o colaboradores, así como promover su protección ante las autoridades correspondientes.
La Asamblea General de las Naciones Unidas en su resolución “La situación en Centroamérica: progresos para la configuración de una región de paz, libertad, democracia y desarrollo” (A/63/L.18) Expresó su agradecimiento a los países que han apoyado a la Comisión Internacional Contra la Impunidad en Guatemala, instándolos a que continuasen apoyándola. Asimismo, la Asamblea General agradeció al Secretario General de las Naciones Unidas por haber proporcionado ayuda efectiva y eficiente a la Comisión, pidiéndole que continuase prestándole apoyo “de manera que la comisión pueda cumplir su mandato y hacer frente a los desafíos que se le presenten”.
El 24 de marzo de 2009, el Ministro de Relaciones Exteriores de Guatemala solicitó, por medio de una carta personal dirigida al Secretario General, la prórroga del mandato de la CICIG por otros dos años. La prórroga fue confirmada el 15 de abril de 2009 cuando el Secretario General Ban Ki-moon envió una respuesta personal al Ministro de Relaciones Exteriores, expresando el deseo de Naciones Unidas de que la Comisión continuara su importante labor de apoyo a las instituciones nacionales durante otros dos años. Por lo tanto, la CICIG seguirá trabajando hasta el 3 de septiembre de 2017 para ayudar al Estado en su rol de desmantelar las organizaciones criminales y combatir la impunidad en Guatemala.

## Casos en que ha participado
La CICIG ha priorizado cinco grandes temas en la investigación y persecución penal. El primero es el contrabando y defraudación tributaria, que ponen en riesgo la legitimidad y la sostenibilidad financiera del Estado; el segundo es la corrupción en el sector público; el tercero es la financiación de los partidos políticos y de las campañas electorales; el cuarto es la corrupción judicial, alimentada por “una democracia con poderes públicos establecidos e instituciones de seguridad y justicia constituidas”. Y el último es el narcotráfico y lavado de activos. Desde que se instaló la Comisión en 2007, ha investigado y desarticulado varias estructuras que operaban bajo el manto de la impunidad en Guatemala:
| Año       | Caso                                    | Delito                                                                   | Descripción |
| --------- | --------------------------------------- | ------------------------------------------------------------------------ | --- |
| 2006      | Pavón y PARLACEN                        | Ejecuciones extrajudiciales                                              | La CICIG imputó a exfuncionarios del gobierno de Óscar Berger Perdomo envueltos en la ejecución extrajudicial de reos en requisas de las cárceles Pavón y El Infiernito y en el asesinato de tres diputados salvadoreños del PARLACEN. |
| 2008-2009 | Alfonso Portillo                        | Malversación                                                             | Coadyuvó a enjuiciar al expresidente Alfonso Portillo y varios militares por el delito de malversación de fondos y corrupción. El exembajador de Taiwán, Andrew Wu, fue implicado en el hecho por la entrega de cheques al exmandatario. Portillo cumpliría una condena de prisión en Guatemala y luego en los Estados Unidos a donde fue extraditado, y en febrero de 2015 retornó a Guatemala. |
| 2008-2012 | Adolfo Vivar                            | Defraudación                                                             | Coadyuva en la captura y condena del entonces alcalde de la Antigua Guatemala, Adolfo Vivar, quien lideraba una banda que defraudó a la Municipalidad de al menos veintitrés millones de quetzales, en la contratación de servicios a empresas que no ejecutaron las obras. |
| 2009      | Caso Rosenberg                          | Homicidio                                                                | Colaboró en el descubrimiento de la planeación suicida de Rodrigo Rosenberg, para inculpar a Sandra Torres y al expresidente Álvaro Colom. El 15 de julio de 2010, nueve de los acusados fueron condenados de 10 a 12 años. El 28 de agosto de 2017 los hermanos Valdez Paiz fueron liberados del caso por contradicciones en la información proporcionada por los colaboradores eficaces. |
| 2011      | Asesinato de Facundo Cabral             | Homicidio                                                                | La Comisión ayudó en el desarrollo de las investigaciones por el asesinato del cantante y activista argentino Facundo Cabral ocurrido el 9 de julio de 2011 en Ciudad de Guatemala. Los resultados del trabajo de investigación de la Comisión establecieron que la muerte del artista fue un daño colateral producto de un atentado dirigido contra el empresario nicaragüense Henry Fariñas, de quien se supo era miembro de una red de narcotráfico qué operaba en centro y Sudamérica. Los resultados de las investigaciones hechas por la Comisión y las autoridades guatemaltecas, permitieron arrojar una alerta roja de una posible expansión y ampliación masiva de las operaciones ilegales de los Carteles Mexicanos y otras organizaciones delictivas transnacionales en Guatemala y otros países de América Latina |
| 2012      | Marlene Blanco Lapola                   | Ejecuciones extrajudiciales                                              | La Comisión ayudó a la captura de la exdirectora de la PNC, Marlene Blanco Lapola, acusada de ejecuciones extrajudiciales. |
| 2013      | Dirección General de Migración          | Ingresos ilegales                                                        | La CICIG actuó contra una estructura criminal que emitía pasaportes a extranjeros, permitía el ingreso de los viajeros al aeropuerto nacional sin dejar registro y proporcionaba vehículos a los ilegales, en contubernio con traficantes de personas. |
| 2014      | Los Mendoza                             | Qué se les acusa de muchas cosas que aún no se les a declarado culpables | |
| 2014      | Byron Lima Oliva                        | Corrupción                                                               | Desmanteló una red ilegal dirigida por el reo Byron Lima Oliva, exoficial del Ejército de Guatemala, quien cumplía condena por el asesinato del arzobispo Juan Gerardi. Lima y doce personas más fueron acusados de lavado de dinero, extorsión, venta de seguridad y de traslados de reos de una cárcel a otra. Lima continuó como jefe de facto de las prisiones en Guatemala a pesar del proceso en su contra, hasta que fue asesinado en el interior de la cárcel Pavón el 18 de julio de 2016, en un confuso incidente en donde supuestamente fue ultimado por disputas del poder interno de la cárcel. |
| 2015      | Banda La Línea                          | Defraudación aduanera                                                    | La CICIG y el Ministerio público consignaron a 22 personas, miembros de la banda «La Línea», dedicada a defraudar al fisco por montos millonarios. Entre ellos se encontraban: Juan Carlos Monzón secretario privado de la vicepresidenta de Guatemala Roxana Baldetti, y los dos últimos titulares de la Superintendencia de Administración Tributaria de Guatemala (SAT), Carlos Muñoz y Omar Franco. |
| 2015      | Caso IGSS-Pisa                          | Contrato anómalo                                                         | El 20 de mayo de 2015 se descubrió el caso de corrupción de la junta directiva del Instituto Guatemalteco de Seguridad Social cuyos integrantes fueron capturados por supuestas anomalías en un contrato que el seguro social firmó con la empresa farmacéutica PISA, por medio de la cual se brindaron servicios a pacientes con enfermedades renales y que es acusada de causar la muerte de varios pacientes por las deficiencias en el tratamiento, falta de limpieza e insuficiencia de las instalaciones. |
| 2015      | Caso Redes                              | Defraudación y tráfico de influencias                                    | La CICIG y el Ministerio descubrieron el 9 de julio de 2015 un caso de corrupción que involucró a las empresas energéticas Jaguar Energy y Zeta Gas y a exfuncionarios del gobierno del general retirado Otto Pérez Molina. Entre estos últimos están Gustavo Martínez -exsecretario de la presidencia y yerno de Otto Pérez Molina- y Edwin Rodas, -ex viceministro de Energía y Minas-. El supuesto líder de la red habría sido César Augusto Medina Farfán, quien ya estuvo involucrado en la Conexión Panamá, durante el gobierno de Alfonso Portillo. |
| 2015      | Caso de Financiamiento Ilícito          | Financiamiento Electoral Ilícito                                         | Edgar Barquín, candidato vicepresidencial de LIDER y expresidente del Banco de Guatemala y la Junta Monetaria, su hermano Manuel y el también diputado de LIDER Jaime Martínez Lohayza, fueron acusados el 15 de abril de 2015 por la CICIG y el MP de integrar una organización criminal de lavado de dinero y otros activos que en los últimos siete u ocho años habría filtrado no menos de US$937 millones y financiado partidos políticos. El comisionado Iván Velásquez Gómez señaló que toda la investigación, iniciada desde el segundo semestre del año pasado, está absolutamente documentada –incluso con escuchas telefónicas- que implicarían a los Barquín con uno de los principales involucrados en la banda, Francisco «Chico dólar» Morales Guerra, de Jutiapa. |
| 2016      | Impunidad y defraudación en la SAT      | Defraudación tributaria                                                  | Caso descubierto por el Ministerio Público (Guatemala) (MP) y la Comisión Internacional Contra la Impunidad en Guatemala el 12 de febrero de 2016 y en el cual se capturaron a varios altos funcionarios y auditores de la Superintendencia de Administración Tributaria de Guatemala acusados de favorecer a la empresa Aceros de Guatemala, de la que fueron capturados también algunos representantes legales. |
| 2016      | Caso de limpieza de Lago de Amatitlán   | Delitos contra el ambiente                                               | El 23 de febrero de 2016, el Ministerio Público y la CICIG realizaron catorce capturas de personas involucradas en el caso de la limpieza fraudulenta del agua del Lago de Amatitlán en marzo de 2015, incluyendo a Mario Alejandro Baldetti, hermano de la exvicepresidente de Guatemala, a representantes de la empresa israelí Tartic Engineering, a exfuncionarios de la Autoridad para el Manejo Sustantable de la cuenca del lago de Amatitlán —AMSA— y a exasesores del Ministerio de Ambiente y Recursos Naturales de Guatemala. |
| 2016      | Caso Cooptación del Estado en Guatemala | CIACS                                                                    | Descubierto por la CICIG y el Ministerio Público el 2 de junio de 2016, y que tuvo su origen en las diligencias judiciales realizadas luego del Caso de La Línea en Guatemala -especialmente los allanamientos y las escuchas telefónicas- se detectó que en realidad se trataba de una organización criminal que llegaba hasta los entonces Presidente y Vicepresidenta del país, Otto Pérez Molina y Roxana Baldetti, respectivamente. Al hacer un ordenamiento minucioso de la documentación incautada físicamente, así como en dispositivos electrónicos, se encontró un inmenso esquema financiero, aparentemente inconexo, que incluía nombres, empresas, cheques, bienes, movimientos financieros etc., el cual reportaba operaciones incluso desde el año 2008. A partir del trabajo de investigadores financieros se develó un complejo esquema que detallaba toda una maquinaria de lavado de activos meticulosamente diseñada para captar fondos durante la campaña electoral que llevó al Partido Patriota al poder en 2011, y seguía funcionando durante el ejercicio de gobierno (2012-2015). Esto llevó a la conclusión que no se trataba de un Gobierno cuyos miembros cometían actos aislados de corrupción, sino una estructura criminal mafiosa que había cooptado el poder por la electoral en Guatemala y cuyos principales dirigentes eran Otto Pérez Molina y Roxana Baldetti. Así, varias instituciones claves del Estado fueron cooptadas por la red mafiosa que utilizó un esquema financiero con apariencia de legalidad y cuyo fin era el enriquecimiento ilícito de los miembros de la estructura. |

## Informes presentados

### Financiamiento de la política en Guatemala
El 16 de julio de 2015, la CICIG presentó el informe El financiamiento de la política en Guatemala, en el cual se detalla cómo el dinero que financia la política guatemalteca es ilícito pues al no registrar los orígenes del financiamiento y al aceptar recursos de fuentes oscuras, la mayoría de partidos estaría traspasando la frontera legal.

## Críticas a la entidad
La Comisión ha sido objeto de críticas por parte de numerosos sectores. Por ejemplo, el Partido Socialista Centroamericano la acusa de ser un organismo creado e impulsado por los gobiernos de Estados Unidos y de la Unión Europea para garantizar el buen funcionamiento de las instituciones del Estado capitalista en Guatemala y para eliminar la corrupción y garantizar la estabilidad jurídica que permita que las inversiones nacionales y foráneas puedan rendir ganancias en un entorno de orden y eficiencia.  En Guatemala, distintos sectores criticaron abiertamente el poco resultado de los dos comisionados previos a Iván Velásquez.
Desde 2016 se empezó a configurar una coalición que empezó a actuar para frenar las investigaciones. Esta coalición incluyó a la mayoría de los bloques legislativos, a buena parte de las cámaras y grupos empresariales, a medios de comunicación que son propiedad de integrantes de estas redes, a personas con influencia procesadas por casos de corrupción y sus familias y a fundaciones privadas. La estrategia para enfrentar a la CICIG incluyó el financiamiento de un lobby ante el gobierno de Estados Unidos (en una sesión de una comisión del Congreso de ese país se llegó a afirmar que la CICIG respondía a los intereses del presidente ruso Vladímir Putin), pero también cambios legales para proteger a los acusados, una campaña en redes sociales para erosionar la confianza en la Comisión y una serie de ataques hacia el comisionado Iván Velázquez. Entre 2016 y 2019 la prioridad de la política exterior guatemalteca fue detener el trabajo de la CICIG.